# أنتوني كونتريرز
أنتوني كونتريرز (بالإسبانية: Anthony Contreras)‏ هو لاعب كرة قدم كوستاريكي، ولد في 29 يناير 2000 في سان خوسيه في كوستاريكا.

## وصلات خارجية
- أنتوني كونتريرز على موقع قاعدة بيانات كرة القدم.إي يو (الإنجليزية)
- أنتوني كونتريرز على موقع ناشيونال فوتبول تيمز (الإنجليزية)
- أنتوني كونتريرز على موقع Soccerway.com (الإنجليزية)
- أنتوني كونتريرز على موقع عالم كرة القدم.نت (الإنجليزية)